# Luis Fernández de Córdova
Luis Fernández de Córdova (San Fernando, Cadis; 2 d'agost de 1798 – Lisboa, 22 d'abril de 1840) va ser un militar, polític i diplomàtic espanyol. De marcada tendència absolutista durant el regnat de Ferran VII, es va revoltar contra el govern durant el Trienni Liberal el que el va obligar, després de fracassar, a fugir a França.

## Biografia
Fill del capità de fragata de la Reial Armada José María Fernández de Córdova y Rojas, Luis Fernández de Córdova donà suport al rei en la reinstauració de l'absolutisme tornant a la península amb l'expedició dels Cent Mil Fills de Sant Lluís encapçalada pel Duc d'Angulema en 1823. Amb posterioritat va ser ambaixador d'Espanya a París, Lisboa i Berlín.
Va tornar a Espanya a la mort del rei per donar suport a Isabel II durant la Primera carlinada contra el pretendent Carles Maria Isidre de Borbó. Va donar suport a l'establiment de l'Estatut Reial de 1834. Va arribar al front del Nord amb l'exèrcit de Rodil, rebent el comandament d'una de les seves divisions, malgrat mancar experiència en el comandament de tropa. Després de la destitució de Rodil a l'octubre de 1834, va rebre el comandament del minso exèrcit isabelí de Navarra, enfrontant-se a Zumalacárregui en les batalles de Mendaza i Arquijas. Va participar el juny de 1835 en l'aixecament del setge de Bilbao, rebent el comandament de l'exèrcit del Nord. Al juliol va lliurar la batalla de Mendigorria.
Malgrat aquest triomf obtingut a Navarra, va decidir que les tropes cristines deurien abandonar els escenaris de combat a les valls navarreses de les Amescoas i de la Borunda, en els quals tantes baixes havia fet Zumalacárregui amb la seva tàctica guerrillera a l'exèrcit isabelí, traslladant el front dels límits del nord d'Àlaba amb Biscaia i Guipúscoa, i ocupar des d'allí aquestes províncies. Aquesta estratègia li va portar a realitzar la llarga batalla d'Arlabán sense obtenir cap èxit.
Quan la regent Maria Cristina es va veure forçada a recuperar la Constitució liberal gaditana de 1812 a l'agost de 1836, va abandonar el comandament i va fugir a França, ja que els seus soldats estaven molt descontents amb ell, a causa del mal tracte que els donava i, especialment, per l'inútil sacrifici de vides en la batalla d'Arquijas, per la qual cosa temia que l'assassinessin.
A París va publicar la seva Memòria justificativa, va tractar d'enviar l'edició a Espanya però en ser retinguda aquesta a la frontera, va encarregar realitzar una nova edició a Madrid. Tornat a Espanya en 1838, va tractar d'organitzar una revolta de les casernes de Sevilla però va fracassar i hagué de fugir a Portugal en 1838, morint dos anys després.
Està enterrat en el cementiri municipal d'Osuna (Sevilla) en compliment d'una promesa d'amor.

## Ordes i ocupacions

### Ordes

#### Regne d'Espanya
- Cavaller gran creu de l'Orde de Carles III.[1]
- Cavaller gran Creu de l'Orde Americana d'Isabel la Catòlica.[1]
- Cavaller Gran creu de la Reial i Militar Orde de Sant Ferran.[1]

#### Estrangeres
- Orde de la Legió d'Honor (Regne de França)
  -  Comanador.[1]
  -  Cavaller.[2]
- Comanador de l'Orde de Crist.[1] (Regne de Portugal)
- Comanador de l'Orde de la Torre i de l'Espasa.[1][2] (Regne de Portugal)
- Condecorat con la Decoració del Llis.[2] (Regne de França)

### Ocupacions
- 1 de gener de 1833 - Enviat extraordinari i ministre plenipotenciari de Sa Majestat Catòlica prop de Sa Majestat Fidelíssima.[3]
- Enviat extraordinari i ministre plenipotenciari de Sa Majestat Catòlica prop de Sa Majestat el Rei de Prússia.[3]
- Tinent general dels Exèrcits Nacionals.[1]
- Secretari de S. M. amb exercici.[1]
- Gentilhome de cambra de S.A.R. el Duc de Lucca, infant d'Espanya.[1]